# 里奇·琼斯
理查德·韦斯利·琼斯（英語：Richard Wesley Jones，1946年12月27日—），美国NBA联盟前职业篮球运动员。他在1969年的NBA选秀中第5轮第58顺位被菲尼克斯太阳选中。